# بوشلو
بوشلو (بالألمانية: Buchloe) هي بلدة ألمانية تقع في ألمانيا في Ostallgäu.

## المدن التوأمة
مدينة سيسو (فرنسا) هي مدينة توأمة لـبوشلو.